# Поляков Яків Лазарович
Яків Лазарович Поляков (народився 1876 — помер ?) — київський лікар, зять цукрового магната Льва Бродського, власник маєтку — «Особняка Полякова» на вулиці Михайла Грушевського, 22 (колишня Олександрівська, 15).

## Життєпис
Поляков походив з дворянського роду, закінчив у Москві імператорський ліцей та медичний факультет Московського університету, а в Києві отримав лікарську практику і одружився з дочкою цукрового магната Льва Бродського, Кларою.
Подружжя спочатку мешкало в особняку Бродського на вулиці Катериненській, 9 (сучасна вулиця Липська), а у 1910-х роках переїхали до новозбудованого особняка, хоча кабінет для прийомів Поляков залишив в особняку тестя, і тому в усіх адресних книгах його адресою була вулиця Катериненська, 9. Я.
Після придбання маєтку на Грушевського, Поляков вирішив знести особняк Міклашевського і звести новий, який своєю розкішшю і схожістю на Маріїнський палац мав підкреслювати високий суспільний стан зятя Льва Бродського. Проєкт особняка замовили архітектору Федору Абрамовичу Троупянському.
Поляков брав участь у сімейному бізнесі Бродських, був серед директорів товариства млина «Лазар Бродський».
У 1897 Поляков обраний попечителем Київської єврейської лікарні. Разом із дружиною, Кларою Львівною Поляковою і своєю родиною займалися благодійництвом.